# Немда-Обалыш
Немда-Обалыш (мар. Овалже) — деревня в Новоторъяльском районе Республики Марий Эл. Входит в состав Чуксолинского сельского поселения.

## География
Находится в северо-восточной части республики Марий Эл на расстоянии приблизительно 6 км по прямой на северо-восток от районного центра посёлка Новый Торъял.

## История
Известна с 1756 году как деревня Обалышка, где числилось 12 дворов. В 1801 году в деревне Немда было 62 двора. В 1859 году в починке казённом Немда-Обалыш при реке Немда числилось 80 дворов, проживали 535 жителей. В 1884 году в деревне Немда-Обалыш (Большой Обалыш) проживали черемисы, в 30 дворах насчитывалось 160 жителей. В 1992 году в деревне насчитывалось 177 хозяйств и 624 жителя. В 1954 году была построена Немдинская ГЭС. В деревне имелись 2 магазина, дом культуры, медпункт, ветпункт, детсад, библиотека, сельский совет, филиал Сбербанка, школа, контора и центральный машинотракторный парк агрофирмы «Немдинская». Построены 2 двухэтажных и 3 трёхэтажных дома. В советское время работали колхозы «Немда» и «Чевер олык».

## Население
Население составляло 534 человека (мари 81 %) в 2002 году, 506 в 2010.